# 리비전 태그
리비전 태그(Revision tag)는 버전 관리 시스템에서 유지보수하는 프로젝트의 특정 리비전과 연결이 가능한 텍스트로 된 레이블이다. 이 태그를 사용하면 사용자는 버전 관리 하에서 프로젝트의 특정 상태의 의미있는 명칭을 정의할 수 있다. 이 레이블은 버전 관리 시스템이 지원하는 명령어를 위한 리비전 식별자 대신 사용할 수 있다.
예를 들어 소프트웨어 개발에서 태그는 "버전 1.2"와 같은 소프트웨어의 특정 배포판을 식별하기 위해 사용할 수 있다.

## 같이 보기
- 태그 (정보)